# Griva dels Nilgiri
La griva dels Nilgiri (Zoothera neilgherriensis) és un ocell de la família dels túrdids (Turdidae).

## Hàbitat i distribució
Habita els boscos de la serralada dels Ghats Occidentals, a l'oest de l'Índia.

## Taxonomia
Considerada antany una subespècie de Zoothera aurea a la classificació del Congrés Ornotològic Internacional versió 11.1 figura com una espècie de ple dret.